# Pseudischnojoppa mbeyana
Pseudischnojoppa mbeyana är en stekelart som beskrevs av Heinrich 1967. Pseudischnojoppa mbeyana ingår i släktet Pseudischnojoppa och familjen brokparasitsteklar. Inga underarter finns listade i Catalogue of Life.